# دلیران تنگستان
دلیران تنگستان، مجموعه‌ای تلویزیونی تاریخی دربارهٔ مبارزه رئیس‌علی دلواری و یارانش در تنگستان، دشتی، دشتستان و بوشهر در منطقه جنوب کشور ایران در مقابل امپراتوری انگلستان است. این سریال در ۱۷ قسمت و در طول دو سال از ۱۳۵۲–۱۳۵۰ به کارگردانی همایون شهنواز و تهیه‌کنندگی «ملک‌ساسان ویسی» ساخته شد که پس از ساخته شدنش حدود سه قسمت از آن حذف شده و الباقی در تلویزیون پخش شد. و نخستین بار، در اسفندماه ۱۳۵۳ از تلویزیون ملی ایران به نمایش درآمد و پخش آن، تا بهار ۱۳۵۴ ادامه داشت.

از این سریال به عنوان اولین سریال فارسی‌زبان تلویزیون و سینمای ایران یاد می‌شود. عدم استفاده از گویش و لهجه محلی این منطقه در گفتار بازیگران و حتی موسیقی محلی استان بوشهر را از نقص‌ و عیب های این سریال عنوان کرده‌اند.
بعد از انقلاب، این سریال بالغ بر هجده بار از صدا و سیمای جمهوری اسلامی، از جمله شبکه آی‌فیلم و البته با حذف نام همایون شهنواز از تیتراژ به دلیل ارتباط وی با خانواده سلطنتی پخش شد.
بنا به گفته ها، برای ساخت فیلم قرار بر این شده که از همرزم های رئیس علی و افراد محلی که شاهد اتفاقات آن زمان بودند کمک بگیرند. بر این اساس ابتدا همه افراد را در یک جا جمع کردند تا در مورد وقایع صحبت کنند و اطلاعات را جمع آوری و یادداشت کنند. این اطلاعات حتی شامل اسم شخصی که به رئیس علی شلیک میکند هم بوده است ولی در هنگام پخش فیلم سانسور شده. 

## خلاصهٔ داستان
انگلیس به بهانه محاصره هرات، به جنوب ایران حمله می‌کند. «احمد تنگستانی» به همراه ۳۰۰ نفر دلاور، در قلعه‌ای ویران، به دفاع از ایران می‌پردازند. دو انگلیسی به دست مردم قطعه قطعه می‌شوند و دولت انگلیس به خون خواهی آنان، از آب و خشکی به مردم جنوب حمله می‌کند. «رئیس‌علی دلواری»، مردم دلوار و تنگستان را متشکل و مسلح می‌کند و به دفاع از خاک میهن در مقابل تجاوز بیگانگان می‌پردازد.

## فیلمنامه
مجموعه تلویزیونی دلیران تنگستان برداشتی آزاد از کتاب «دلیران تنگستانی» «محمدحسین رکن‌زاده آدمیت» بود. البته جدا از این برداشت، «همایون شهنواز» (نویسنده و کارگردان اثر) برای ساخت این اثر از ۱۱ کتاب ترجمه شده، ۷ کتاب ترجمه‌نشده و روزنامه‌های حبل‌المتین، عصر جدید و همچنین از ۱۱۰ فقره سند و ۱۸۰۰ قطعه عکس و یادداشت‌های رهبران و بازماندگان جنبش تنگستان به‌عنوان منابع اصلی استفاده کرد. این سریال دو بخش تاریخی را زیر پوشش قرارمی‌دهد؛ ابتدا به دوره کوتاه مبارزات «احمد تنگستانی» و چند سال بعد، به ادامه‌دهنده راه او، «رئیس‌علی دلواری» می‌پردازد.

## مکان ساخت و فیلمبرداری
سریال دلیران تنگستان در ۱۴ قسمت در طول دو سال ساخته شد و یک گروه ۵۰۰ نفری به کارگردانی شهنواز در بوشهر، منطقهٔ تنگستان شامل اهرم، چغادک، تنگک، بندر سیراف (طاهری)، ده سولقان، شیراز و تهران و ده کمپ، فیلمبرداری به طریق ۱۶ میلیمتری را انجام دادند. پخش این فیلم به علت نبود سیستم پخش رنگی، به صورت سیاه و سفید انجام شد.

## بازیگران و صداپیشگان
| گویندگان        | بازیگران        | نقش ها              |
| --------------- | --------------- | ------------------- |
| منوچهر والی‌زاده | محمود جوهری     | رئیس‌علی دلواری      |
| شهروز ملک‌آرایی  | شهروز رامتین    | خالوحسین دشتی       |
| شهروز ملک‌آرایی  | غلامحسین لطفی   | حاج یوسف            |
| جلال مقامی      | کاوه مخبر       | احمد تنگستانی       |
| نصرالله مدقالچی | علی‌اکبر مهدوی‌فر | باقرخان             |
| نصرالله مدقالچی | منوچهر فرید     | موقرالدوله          |
| اکبر منانی      | اسماعیل داورفر  | سید محمدرضا کازرونی |
| اکبر منانی      | هادی اسلامی     | نماز گزار           |
| حسین معمارزاده  | حمید طاعتی      | سیدمهدی بهبهانی     |
| احمد رسول‌زاده   | کامران نوزاد    | شیخ حسین خان        |
| احمد رسول‌زاده   | نعمت‌الله گرجی   | دریابیگی            |
| محمد خواجوی‌ها   | محمد ابهری      | میرزا علی کازرونی   |
| خسرو شایگان     | منوچهر آذر      | واسموس              |
| خسرو شایگان     | قاسم سیف        | بالیوز              |
| پرویز نارنجی‌ها  | منوچهر حامدی    | سلطان اخگر          |
| عباس نباتی      | حسین محجوب      | سیدمحمد دکتر        |

## عوامل تولید
- نویسنده و کارگردان: همایون شهنواز (براساس نوشته‌ای از محمدحسین رکن‌زاده آدمیت)
- دستیاران کارگردان: سامی تحصنی، احمد سلیمانی و وازریک در-ساهاکیان[۲]
- فیلمبرداران: مهرداد فخیمی، وانوش وارطانیان و فریدون قوانلو
- کمک‌فیلمبردار: همایون پایور[۲]
- دستیار فیلم‌بردار: نقشینه
- منشی صحنه: عباس قهرمانی[۲]
- تدوین: داود یوسفیان و منوچهر اولیائی
- موسیقی متن: احمد پژمان و علی رهبری
- طراح گریم: فرهنگ معیری
- دکور: حسن مرتضوی[۲]
- صداگذار: مصطفی مصطفی زاده
- خواننده: جهانبخش کوهی‌زاده[۲]
- مدیر دوبلاژ: هوشنگ لطیف‌پور[۲] (منوچهر والی زاده به جای رئیس علی و شهروز ملک آرایی به جای خالو حسین دشتی صحبت کرده‌اند)
- تدارکات: محمد کنی[۲]
- نوع فیلمبرداری: ۱۶ میلیمتری، سیاه و سفید
- تعداد قسمت‌ها: ۱۳ قسمت[۲]
- سال تولید: ۱۳۵۲–۱۳۵۰
- سال اولین پخش: اسفند ۱۳۵۳ - بهار ۱۳۵۴

## حواشی سریال
«محمود جوهری» بازیگر اصلی سریال (در نقش «رئیس‌علی دلواری») پس از پایان ساخت سریال، در حادثه تصادف اتومبیلش در نوروز ۱۳۵۵ کشته شد. وی که با پیکان جوانان قرمز رنگش و بهمراه همسر و کودک خردسالشان راهی مسافرتی نوروزی به جنوب کشور بودند، طی مسیر دچار سانحه گشته و در این سانحه، به‌همراه همسرش جان به جان‌آفرین تسلیم کرد؛ اما کودک خردسالشان زنده ماند. فرزند آن‌ها، هم‌اکنون ساکن کرج است.
«همایون شهنواز» کارگردان سریال، بر اثر شدت جراحات ناشی از سوختگی (انفجار نشت گاز در منزل) و ایست قلبی در چهارشنبه ۱۶ اسفند ۱۳۹۶ در سن ۷۹ سالگی درگذشت. و در ۲۰ اسفند ۱۳۹۶ در خانه رئیسعلی دلواری در شهر دلوار به خاک سپرده شد.